# كارل شوبرت
كارل شوبرت (بالألمانية: Karl Schubert)‏ هو سباح ألماني، ولد في 20 مايو 1908، وتوفي في 1991 في بيرمازنز في ألمانيا.

## وصلات خارجية
- كارل شوبرت على موقع الاتحاد الدولي للسباحة (الإنجليزية)
- كارل شوبرت على موقع أوليمبيديا (الإنجليزية)